# 施泰因布伦
施泰因布伦是奥地利布尔根兰州艾森斯塔特城郊县的一个市镇。总面积15.42平方公里，总人口1902人，人口密度123.3人/平方公里（2001年）。